# بيدرو رويز
بيدرو رويز (بالإسبانية: Pedro Ruiz)‏ هو رسام كولومبي، ولد في 1957 في بوغوتا في كولومبيا.